# Automate
Automate is een geslacht van kreeftachtigen uit de klasse van de Malacostraca (hogere kreeftachtigen).

## Soorten
- Automate anacanthopus de Man, 1910
- Automate branchialis Holthuis & Gottlieb, 1958
- Automate dolichognatha de Man, 1888
- Automate evermanni Rathbun, 1901
- Automate hayashii Anker & Komai, 2004
- Automate rectifrons Chace, 1972
- Automate rugosa Coutière, 1902
- Automate salomoni Coutière, 1908
- Automate talismani Coutière, 1902